# ویتولانو
ویتولانو (به ایتالیایی: Vitulano) یک کومونه در ایتالیا است که در استان بنونتو واقع شده‌است.

## خصوصیات
ویتولانو ۳۵٫۹ کیلومترمربع مساحت و ۳٬۰۳۰ نفر جمعیت دارد.